# Esquilla
Esquilla o Esquila o Esquilha, identificabile con Esqileta o Esquileta o Esquilheta (fl. XIII secolo) è probabilmente il nomignolo o senhal di un trovatore o joglar occitano, possibilmente attivo dalla fine del XII alla prima metà del XIII secolo.
Contemporaneo di Bertran d'Alamanon, Esquilha è conosciuto per aver composto alcuni partimens o tenzones, tra i quali uno scambio di coblas con Jozi o Ozi:
           [Esquilha]

           Jozi, digatz vos qu'etz hom entendens,

           si la bela, que us fai voler amors,

           tramet per vos e us vol fayre secors

           que us colc ab se, mas vielha senes dens

           trobaretz lai per aital covenensa,

           que lo i faretz una vetz ses falhensa

           ades enans que '1 bêla s colc' ab vos,

           o al partir, cal penretz d'aquest dos?
Sotto il nome di Esquileta abbiamo i partimens: Ges, per malvastat qu'er veya con Guilhem de Montanhagol e N'Esquileta, quar m'a mestier con Guigo de Cabanes.
Partimen con Guigo de Cabanes
             [...]

             Esquileta]

             Guigo, donan sai que conquier

             rics hom pretz e fina valor

             ab qu'el dos faitz si' ab honor

             de cel qui 'l da e cel qu'el quier,

             quar dos mal datz desabriza

             valor e pretz e 'ls mendiza;

             qu'autretan fai qui dona follamen

             com a bon prez qui dona d'avinen.

             [...]
Partimen con Guilhem de Montanhagol
             Ges, per malvastat qu'er veya

             dels ricx cuy valors non agensa,

             no-m ven en cor qu'ieu-m recreya

             de joy ni de belha parvensa,

             sitot lur es valors amara

             tan que quecx la dezampara

             per desconoyssensa.

             De re mos cors no s'esfreya

             mas quar so nom camget Proensa,

             que falhi tan que-s desleya!

             Per qu'ueymais aura nom Falhensa,

             quar leyal senhori' e cara

             a camjada per avara

             don pert sa valensa.

             [...]

             En Guillen de Moncad' ampara

             pretz, on mans ricx s'en despara,

             don fai gran valensa.

             N'Esquilheta, son bon pretz gara

             N'Esclarmonda fin'e cara

             per qu'als pros agensa.